# 나이지리아 중앙은행
나이지리아 중앙은행(영어: Central Bank of Nigeria, 약칭: CBN)은 1958년 제정된 나이지리아의 중앙은행이자 최고 통화당국으로 1959년 7월 1일부터 운영되기 시작했다. CBN법은 1991년, 1993년, 1997년, 1998년, 1999년, 2007년에 개정되었다.
CBN법에 명시된 은행의 주요 규제 목표는 국가의 대외적립금 유지, 통화 안정과 건전한 재정 환경 촉진, 그리고 연방 정부의 마지막 수단 은행가이자 재정 고문 역할을 하는 것이다. 최후의 수단 대출자이자 연방 정부의 고문으로서의 중앙은행의 역할은 때때로 중앙은행을 어두운 규제 수역으로 몰아넣었다. 제왕적 통치가 끝난 후 경제 발전에 적극적이 되고자 하는 정부의 열망이 특히 나이지리아 내전이 끝난 후, 은행은 정부의 열망을 따라, 실물 부문에 대한 신용 배분의 짧은 감소를 보완하기 위해 단호한 노력을 기울였다. 이 은행은 곧 소비자 대출과 관련된 활동에서 시중은행을 통해 일하려는 본래의 의도와는 달리 소비자들에게 직접 대출하는 데 관여하게 되었다.
그러나, 그 정책은 그 당시 토착화 정책의 자손이었다. 그럼에도 불구하고, 중앙은행을 통한 정부는 국가의 자금과 주식 센터를 건설하고 증권 규제 위원회를 구성하고 자본 시장에 국고 상품을 도입하는 데 적극적으로 관여해 왔다.

## CBN의 역사

### 입법 인증
1948년, 식민지 행정부에 의해 나이지리아 은행 업무를 조사하기 위해 G.D. 패튼의 주도하에 조사가 이루어졌다. 조사에 앞서 은행업계는 대부분 통제 불능 상태였다. G.D. 패튼 보고서는 이 조사의 발단이 1952년의 은행 조례라는 국내 최초의 은행 입법의 초석이 되었다. 이 조례는 부실은행이 우후죽순처럼 생겨나는 것을 막고, 질서 있는 상업은행을 보장하기 위해 마련되었다. 금융조례는 산업계의 급속한 성장을 촉발시켰고, 성장도 실망감을 안겨주었다. 1958년까지 몇몇 은행들은 파산했다. 더 이상의 실패를 줄이고 토착 통제에 대비하기 위해 1958년 나이지리아 중앙은행 설립 법안이 나이지리아 하원에 제출되었다. 이 법은 1959년 7월 1일 나이지리아 중앙은행이 본격 가동되면서 완전히 시행되었다. 1960년 4월, 은행은 첫 번째 국고 지폐를 발행했다. 1961년 5월, 은행은 허가받은 은행들에게 수표를 신속하게 교환하고 청산할 수 있는 틀을 제공하는 라고스 은행 청산소를 출범시켰다. 1961년 7월 1일, 은행은 나이지리아 지폐와 동전의 모든 액면 발행을 완료하였고, 서아프리카 통화 위원회의 이전 화폐를 모두 상환하였다.

### 건축 구조
나이지리아 중앙은행은 국가의 다른 지점에 있는 사무실 건물에 파란색으로 알려져 있다.

### 정책 실시 및 비판
CBN의 초기 기능은 주로 정부의 은행권 통제와 감독 기관 역할을 하고, 연방정부의 요구에 따라 수지를 감시하며, 연방예산 요구에 따라 통화정책을 조정하는 것이었다. 당초 한은이 재경부에 대한 금융역량이 부족해 주요 경제결정을 재경부에 미루게 된 것이다. 은행의 핵심 도구는 은행 대출에 대한 신용 한도 법안을 시작하는 것이었다. 이 계획은 농업과 제조업과 같은 소외된 국가 지역에 신용을 제공하기 위해 마련되었다. 1979년 말까지 대부분의 은행들은 신용 한도를 지키지 않았고 CBN의 지침에 대한 느슨한 해석을 선호했다.
중앙은행은 단기 대출 만기의 만기를 효과적으로 줄이지는 못했다. 상업은행들이 대출해 준 대부분의 대출은 보통 1년 안에 정해졌다. 이러한 신용시장의 왜곡을 균형 있게 조정하기 위한 주요 정책은 새로운 상업은행과 산업은행, 즉 보편은행을 만드는 것이었다. 그러나, 새로운 은행은 그 임무를 완수하지 못했다. 정부의 의도와 일치하는 은행의 또 다른 정책은 토종 대출자와 소비자에 대한 편견을 사전에 방지하기 위해 3대 외국계 시중은행의 업무에 직접 관여하는 것이었다. 1976년까지 연방정부는 3대 시중은행에서 40%의 지분을 인수했다. 연방정부의 막대한 적자에 자금을 대어 인플레이션을 줄이려는 은행의 느린 반응은 중앙은행의 역사에서 고통스러운 점들 중 하나였다. 1983년 급증하는 무역체불을 통제하지 못한 것과 더불어 한국은 총 60억 달러의 막대한 무역부채를 떠안게 되었다.
2025년 2월, 나이지리아 중앙은행은 나이지리아 수출 영수증 양식에 CFA 프랑을 처음으로 포함하도록 승인했으며, 이를 통해 나이지리아 은행에서 수출 영수증을 본국으로 송금하는 데 사용할 수 있게 되었습니다. 이 승인은 국경 간 거래를 용이하게 할 것입니다. , 주로 CFA 프랑을 사용하는 국가입니다.

## 찰스 추쿠마 솔로도 휘하
중앙은행은 나이지리아에 진출한 모든 금융은행이 자본기반(필수 적립금)을 갖도록 함으로써 나이지리아 상업은행의 성장과 금융신뢰도에 중요한 역할을 했다. 이를 통해 은행 고객이 은행 실패 시 손실을 단독으로 부담하지 않도록 하는 데 도움이 되었다. 그러나, 이 정책은 일부 나이지리아 상업 은행의 실패로 이어졌다. 어떤 은행들은 당시 2,500,000,000,000,000 나이라였던 새로운 자본 기반 요건을 충족시킬 수 없었다. 새로운 자본기반 요건을 충족하지 못하는 은행들은 문을 닫아야 했고, 일부는 스스로 돈을 마련하지 못한 은행들은 자금을 마련하기 위해 다른 은행들과 합병해야 했다. 이 정책은 나이지리아의 상업 은행을 공고히 하는 데 도움이 되었고, 재정적인 안정성이 없는 개인이나 단체가 나이지리아에서 은행을 운영하는 것을 불가능하게 만들었다. 오늘날 나이지리아는 아프리카에서 가장 선진적인 금융부문을 가지고 있으며, 대부분의 상업은행들은 다른 나라에 지점을 두고 있다.
중앙은행은 금융포용정책 추진에 적극적이며 금융포용동맹의 주도적 회원이다. 멕시코에서 개최된 2011년 글로벌 정책 포럼에서 마야 선언에 따라 금융 포함에 대한 구체적인 국가적 약속을 하는 것은 17개 규제 기관 중 하나이다. CBN은 나이지리아의 모든 은행들이 균일한 연말을 보낼 수 있도록 보장해 주었다. 다양한 상업 은행으로는 액세스 뱅크, 나이지리아 씨티은행, 다이아몬드 뱅크, 나이지리아 퍼스트 뱅크, 보증 신탁 은행, 제니스 은행, 웨마 은행, 스탠빅 Ibtc 은행, 피델리티 은행, 아프리카 연합 은행 등이 있다.

## 같이 보기
- 나이지리아 나이라